# Theope azurea
Espèce
Theope azurea est une espèce d'insectes lépidoptères appartenant à la famille  des Riodinidae et au genre Theope.

## Taxonomie
Theope azurea a été décrit par Henry Walter Bates en 1868.

## Description
Theope azurea est un papillon aux ailes antérieures à l'apex anguleux, au  dessus bleu foncé avec aux ailes antérieures une bordure noire au bord costal et une large bande marginale.
Le revers est de couleur ocre, un peu plus foncé à l'apex des ailes antérieures.

## Écologie et distribution
Theope azurea est présent au Brésil.

### Biotope
Il réside dans la forêt amazonienne.

### Protection
Pas de statut de protection particulier.